# Miguel Abia Biteo Boricó
Miguel Abia Biteo Boricó (1961 - 6 de desembre de 2012) va ser un enginyer i polític equatoguineà que va ocupar el de càrrec Primer Ministre de Guinea Equatorial des del 14 de juny de 2004 fins al 14 d'agost de 2006.

## Biografia
Era natural del Consell de Poblat de Bososo pertanyent al districte de Baney a l'illa de Bioko. Pertanyia a l'ètnia bubi, segona ètnia més nombrosa de les 5 que conformen la República de Guinea equatorial.
Biteo va estudiar en la Unió Soviètica, on es va graduar d'enginyer de mines. Després de retornar a Guinea Equatorial va començar a treballar per al govern i fins a la seva mort va estar vinculat a la dictadura de Teodoro Obiang Nguema Mbasogo. Va ser Ministre de Finances des de 1999 fins al 2000, quan va ser forçat a renunciar per un escàndol de corrupció. La seva gran proximitat al dictador Teodoro Obiang el va conduir a ser nomenat Primer Ministre. Va ser destituït com a cap de govern el 10 d'agost del 2006, i fou substituït per Ricardo Mangue Obama Nfubea. Era un coneixedor del món intern del règim d'Obiang, encara que alguns falcons de la dictadura l'acusaren de pertànyer al moviment clandestí MAIB.
Biteo va ser torturat a la presó Playa Negra de Malabo en 2007 Va morir el 6 de desembre de 2012 arran d'un infart de miocardi, en sortir d'una reunió en la presidència de la República a Malabo quan era ministre de Treball i de la Seguretat Social de l'últim govern.